# Shaban Mustafa
Shaban Mustafa (en bulgare : Шабан Мустафа), né le 16 juillet 1978 à Karnobat, est un coureur de fond bulgare. Il est champion des Balkans de marathon 2016 et a remporté le marathon de la Jungfrau en 2015. Il a également remporté plusieurs titres de champion de Bulgarie en semi-marathon, marathon et course en montagne.

## Biographie
Shaban débute l'athlétisme en 1994 lorsqu'il est repéré par l'entraîneur Marin Nikolov. En 2000, il déménage à Nessebar où il s'entraîne avec Vasil Lechev. Il obtient rapidement de bons résultats et devient champion de Bulgarie U23 du 3 000 mètres en salle. Il entre ensuite à l'université de Choumen pour y suivre des études en éducation physique.
Shaban remporte son premier titre national senior en devenant champion de Bulgarie de course de montagne 2008. Il démontre ses talents pour les courses de longue distance en 2009 en remportant les titres nationaux du marathon et du semi-marathon.
Il décroche sa première médaille internationale aux championnats des Balkans de marathon 2010 à Kavarna. Battu par le Turc Ercan Muslu, il termine sur la deuxième marche du podium en 2 h 27 min 23 s mais se dit déçu de son résultat, lui qui visait le titre.
En 2012, il obtient le poste de député des sports et du tourisme dans la municipalité de Soungourlare. Cette même année, il remporte la victoire au marathon de Sofia en 2 h 28 min 21 s.
À partir de 2013, il se concentre davantage dans la discipline de course en montagne et remporte le titre de champion de Bulgarie cette année-là. Il participe aux championnats d'Europe de course en montagne à domicile à Borovets et se classe neuvième.
Le 2 mars 2014, il remporte le marathon d'Antalya en 2 h 26 min 36 s et s'impose à nouveau l'année suivante.
Shaban combine avec succès ses talents de marathonien et de coureur en montagne en 2015. Le 4 juillet, il effectue une solide course au marathon de Zermatt accueillant les championnats du monde de course en montagne longue distance. Tandis que le Kényan Francis Maina Ngare parti fort en tête s'écroule en fin de course, Shaban s'assure la quatrième place. Le 12 septembre, il effectue une course stratégique au marathon de la Jungfrau et parvient à s'emparer de la tête au moment opportun, prenant de court ses adversaires dans la montée. Il prend sa revanche sur le champion Tommaso Vaccina et remporte la victoire.
Blessé au début de l'année 2016, il ne fait son retour à la compétition qu'en fin d'année. Prenant part au marathon de Sofia, il se classe à la neuvième place en 2 h 29 min 59 s et remporte le titre de champion des Balkans de marathon.
Il connaît une bonne excellente saison 2017 de course en montagne et s'impose au LGT Alpin Marathon. Il devance ensuite aisément Martin Anthamatten pour remporter le semi-marathon d'Aletsch. Le 7 juillet, il fait la différence sur le glacier du Sex Rouge pour remporter la victoire de la Glacier 3000 Run face au Kényan Eric Muthoni.

## Palmarès

### Route
| Année | Compétition                               | Lieu        | Place | Épreuve           | Temps           |
| ----- | ----------------------------------------- | ----------- | ----- | ----------------- | --------------- |
| 2009  | Championnats des Balkans de marathon      | Podgorica   | 3e    | Marathon          | 2 h 24 min 39 s |
| 2010  | Championnats de Bulgarie de semi-marathon | Nova Zagora | 1er   | Semi-marathon     | 1 h 7 min 57 s  |
| 2010  | Championnats des Balkans de marathon      | Kavarna     | 2e    | Marathon          | 2 h 27 min 23 s |
| 2012  | Marathon de Sofia                         | Sofia       | 1er   | Marathon          | 2 h 28 min 21 s |
| 2014  | Marathon d'Antalya                        | Antalya     | 1er   | Marathon          | 2 h 26 min 36 s |
| 2014  | Championnats des Balkans de semi-marathon | Durrës      | 3e    | Semi-marathon     | 1 h 9 min 31 s  |
| 2015  | Marathon d'Antalya                        | Antalya     | 1er   | Marathon          | 2 h 32 min 28 s |
| 2015  | Tour de Tirol                             | Söll        | 3e    | Course par étapes | 5 h 53 min 44 s |
| 2016  | Championnats des Balkans de marathon      | Sofia       | 1er   | Marathon          | 2 h 29 min 59 s |
| 2017  | Championnats des Balkans de semi-marathon | Pristina    | 2e    | Semi-marathon     | 1 h 9 min 25 s  |
| 2017  | Tour de Tirol                             | Söll        | 2e    | Course par étapes | 6 h 18 min 27 s |

### Course en montagne
| no  | masculin           | Course                                                         | Longueur | Départ            | Temps           |
| --- | ------------------ | -------------------------------------------------------------- | -------- | ----------------- | --------------- |
| 1re | Médaille d'or      | Championnats de Bulgarie de course en montagne                 | 10,0 km  | 18 juin 2008      | 51 min 54 s     |
| 1re | Médaille d'or      | Championnats de Bulgarie de course en montagne                 | 11,8 km  | 28 mai 2013       | 58 min 42 s     |
| 9e  | 9e                 | Championnats d'Europe de course en montagne                    | 11,8 km  | 6 juillet 2013    | 59 min 14 s     |
| 3e  | Médaille de bronze | Marathon de Zermatt                                            | 42,2 km  | 5 juillet 2014    | 3 h 4 min 20 s  |
| 4e  | 4e                 | Marathon de la Jungfrau                                        | 42,2 km  | 13 septembre 2014 | 3 h 7 min 55 s  |
| 1re | Médaille d'or      | Championnats de Bulgarie de course en montagne longue distance | 31,7 km  | 27 mai 2015       | 2 h 41 min 2 s  |
| 4e  | 4e                 | Championnats du monde de course en montagne longue distance    | 42,2 km  | 4 juillet 2015    | 3 h 7 min 12 s  |
| 1re | Médaille d'or      | Marathon de la Jungfrau                                        | 42,2 km  | 12 septembre 2015 | 3 h 2 min 36 s  |
| 3e  | Médaille de bronze | Kaisermarathon                                                 | 42,2 km  | 10 octobre 2015   | 3 h 23 min 51 s |
| 1re | Médaille d'or      | LGT Alpin Marathon                                             | 42,2 km  | 10 juin 2017      | 3 h 5 min 12 s  |
| 1re | Médaille d'or      | Semi-marathon d'Aletsch                                        | 21,1 km  | 18 juin 2017      | 1 h 34 min 49 s |
| 1re | Médaille d'or      | Glacier 3000 Run                                               | 26 km    | 5 août 2017       | 2 h 32 min 49 s |
| 3e  | Médaille de bronze | Kaisermarathon                                                 | 42,2 km  | 7 octobre 2017    | 3 h 45 min 0 s  |
| 1re | Médaille d'or      | LGT Alpin Marathon                                             | 42,2 km  | 15 juin 2019      | 3 h 16 min 12 s |
| 2e  | Médaille d'argent  | Marathon de Zermatt                                            | 42,2 km  | 7 juillet 2019    | 3 h 7 min 15 s  |
| 2e  | Médaille d'argent  | Swiss Alpine Marathon K43                                      | 43 km    | 27 juillet 2019   | 3 h 23 min 13 s |
| 1re | Médaille d'or      | Championnats de Bulgarie de course en montagne                 | 10,0 km  | 14 octobre 2020   | 48 min 3 s      |
| 1re | Médaille d'or      | Championnats de Bulgarie de course en montagne                 | 10,0 km  | 24 avril 2021     | 42 min 31 s     |
| 1re | Médaille d'or      | Championnats de Bulgarie de course en montagne longue distance | 31,0 km  | 25 avril 2021     | 3 h 0 min 11 s  |
| 3e  | Médaille de bronze | Marathon de Zermatt                                            | 42,2 km  | 3 juillet 2021    | 3 h 15 min 15 s |
| 4e  | 4e                 | Swiss Alpine Marathon K68                                      | 67,6 km  | 24 juillet 2021   | 6 h 16 min 31 s |
| 1re | Médaille d'or      | LGT Alpin Marathon                                             | 42,2 km  | 11 juin 2022      | 3 h 4 min 5 s   |
| 2e  | Médaille d'argent  | Marathon de Zermatt                                            | 42,2 km  | 2 juillet 2022    | 3 h 6 min 56 s  |
| 3e  | Médaille de bronze | Davos X-Trails K68                                             | 67,6 km  | 30 juillet 2022   | 6 h 11 min 37 s |
| 2e  | Médaille d'argent  | LGT Alpin Marathon                                             | 42,2 km  | 3 juin 2023       | 3 h 15 min 2 s  |
| 1re | Médaille d'or      | Davos X-Trails Gold                                            | 42,7 km  | 29 juillet 2023   | 3 h 18 min 0 s  |
| 1re | Médaille d'or      | Championnats de Bulgarie de course en montagne - montée        | 6,5 km   | 27 avril 2024     | 42 min 44 s     |
| 3e  | Médaille de bronze | Davos X-Trails Silver                                          | 23,6 km  | 26 juillet 2025   | 1 h 37 min 12 s |

## Records
| Épreuve               | Performance     | Date              | Lieu        |
| --------------------- | --------------- | ----------------- | ----------- |
| 3 000 mètres en salle | 9 min 4 s 48    | 15 février 2015   | Dobritch    |
| 5 000 mètres          | 15 min 15 s 65  | 12 juin 2011      | Sliven      |
| Semi-marathon         | 1 h 7 min 57 s  | 10 avril 2010     | Nova Zagora |
| Marathon              | 2 h 24 min 39 s | 1er novembre 2009 | Podgorica   |